# Hussain Dawood

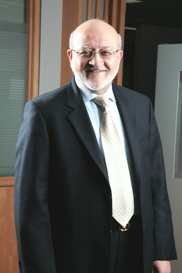
Hussain Dawood, 2012

Hussain Dawood (Urdu حسین داؤد, * 20. September 1943 in Bombay, Britisch-Indien) ist ein pakistanischer Industrieller, Vorstandsvorsitzender von Dawood Hercules Corporation und Engro Corporation, Gründer und Vorsitzender der Karachi School of Business and Leadership (KSBL) und Stiftungsrats-Vorsitzender der Dawood Foundation.

## Leben

### Herkunft und Ausbildung
Hussain Dawood entstammt einer erfolgreichen Geschäftsfamilie, die eng mit den wirtschaftlichen Entwicklungen in Pakistan verbunden ist.
Sein Vater Seth Ahmad Dawood war in Britisch-Indien ein erfolgreicher Geschäftsmann, der dann mit der Staatsgründung Pakistans 1947 von Bombay nach Karatschi übersiedelte. Die Familie gehört zur muslimischen Memoniten-Gemeinschaft (engl. memons) und stammt ursprünglich aus Bantva, einer Ortschaft im ehemaligen Saurashtra auf der Halbinsel Kathiawar, heute im indischen Gujarat.
Hussain Dawood erwarb 1966 einen Abschluss in Metallurgie von der englischen Sheffield University und hat 1968 einen Master-Abschluss in Betriebswirtschaft (MBA) an der amerikanischen Kellogg School of Management gemacht.

### Berufliche Laufbahn
Hussain Dawood schloss sich 1968 dem Familienunternehmen in Pakistan als Finanzdirektor der Gruppe an. 1973 wurde er dann Geschäftsführer von Dawood Lawrencepur, einer auf Textilien spezialisierten Aktiengesellschaft. 1974 trat er dem Aufsichtsrat der familien-geführten Geschäfte bei. Dabei führte er Fusions- und Übernahmeaktivitäten durch und wurde 2003 Vorsitzender von Dawood Lawrencepur. 1981 wurde Dawood Geschäftsführer (CEO) von Dawood Hercules Chemicals Limited (dem Vorläufer von Dawood Hercules Corporation).
In den späten 1990er Jahren leitete er die Expansion des Unternehmens ein, einschließlich der Akquisition der Engro Corporation. Nach dem Tod seines Vaters 2002 übernahm er den Posten Vorstandsvorsitzenden von Dawood Hercules Corporation. Im Jahr 2006 wurde Dawood auch Vorstandsvorsitzender der Engro Corporation, die sich auf eine Vielzahl von Branchen spezialisiert hat, darunter Düngemittel, Polymere, Lebensmittel und Energie. Andere Positionen, die Dawood innehatte:
- Vorsitzender von HubCo (The Hub Power Company) (bis zum Verkauf im Jahr 2018)
- Vorsitzender der Central Insurance (Cyan Limited)
- Vorsitzender von Inbox Technologies
- Direktor des Pakistan Business Council
- Vorstandsmitglied der Beaconhouse National University
- Mitglied des Beirats des Dawood College of Engineering and Technology
- Mitglied des Beirats des Shaukat Khanum Memorial Cancer Hospital & Research Centre.

### Privates
Er hat zusammen mit seiner Frau Kulsum zwei Söhne, Shahzada und Abdul Samad, sowie zwei Töchter, Azmeh und Sabrina.
Der ausgedehnte Unternehmensbesitz der Dawood-Familie wurde schwer erschüttert, nachdem Bangladesch 1971 unabhängig wurde, wodurch nahezu die Hälfte des Familien-Besitzes verloren ging. Die Politik der Verstaatlichung, die unter dem damaligen Premierminister Zulfikar Ali Bhutto in den 1970er Jahren eingeleitet wurde, trug damals zu einer weiteren Verkleinerung bei.

### Gemeinnütziges Engagement
Die Dawood Foundation ist eine gemeinnützige Stiftung in Pakistan, die der Vater, Seth Ahmed Dawood, 1960 in Karatschi gründete. Hussain Dawood wurde 2000 Stiftungsrats-Vorsitzender. Die Stiftungsmittel kommen vor allem der Bildung, dem Gesundheitswesen, kulturellen Anliegen und dem Naturschutz zugute.
2010 wurde durch Dawoods Betreiben die Karachi School of Business and Leadership (KSBL) gegründet, eine private Wirtschaftshochschule in Karatschi.
Die Stiftung betreibt mehrere Schulen und unterstützt und ergänzt Hilfe im Gesundheitssektor, wie nach dem Erdbeben in Kaschmir 2005, den Überschwemmungen von 2010 und seit der COVID-19 Pandemie seit 2020. Hussain Dawood spendete im April 2020 eine Milliarde Pakistanische Rupien (ca. 5,5 Millionen Euro) zur Eindämmung und Hilfe der COVID-19-Pandemie.